# Henricia smilax
Henricia smilax är en sjöstjärneart som först beskrevs av Jean Baptiste François René Koehler 1920.  Henricia smilax ingår i släktet Henricia och familjen krullsjöstjärnor. Utöver nominatformen finns också underarten H. s. tenuis.